# Roburnia
Roburnia is een monotypisch geslacht van schimmels uit de klasse Leotiomycetes. Het bevat alleen Roburnia karschioides. De familie is niet eenduidig bepaalt (incertae sedis).